# Élections législatives tibétaines de 2001
Les Élections législatives tibétaines de 2001 se sont tenues en 2001 grâce aux travaux d'une Commission électorale tibétaine, permettant aux Tibétains en exil d'élire 43 députés membres du Parlement tibétain en exil.

## Liste des parlementaires de la13eAssemblée tibétaine
| Nombre (et position) | Membre                                                                                         | Corps électoral ou tradition |
| -------------------- | ---------------------------------------------------------------------------------------------- | ---------------------------- |
| 1 Président          | Karma Chophel (sept 2001 à mars 2002) remplacé par Pema Jungney                                | Ü-Tsang                      |
| 2 Vice-Présidente    | Dolma Gyari                                                                                    | Kham (Do-toe)                |
| 3                    | Tsering Phuntsok                                                                               | Tradition Nyingmapa          |
| 4                    | Gyari Bhutuk                                                                                   | ""                           |
| 5                    | Sonam Damdul                                                                                   | Tradition Kagyupa            |
| 6                    | Choegyal Tenzin                                                                                | ""                           |
| 7                    | Pema Jungney-Président                                                                         | Tradition Sakyapa            |
| 8                    | Jamyang Tinley                                                                                 | "                            |
| 9                    | Tenzin Sherab, après sa démission, est remplacé en 2004 par Beri Jigme Wangyal                 | Tradition Gelugpa            |
| 10                   | Pashoe Thubten Phelgye                                                                         | "                            |
| 11                   | Amche Kyunglung Thogmey                                                                        | Tradition Bönpo              |
| 12                   | Jadur Sonam Sangpo (devenu Commissaire suprême de la justice, remplacé par Yungdrung Gyaltsen) | "                            |
| 13                   | Thonsur Tsering Norzom (démissionne, remplacée en 2004 par Karma Yeshi)                        | Ü-Tsang                      |
| 14                   | Ngawang Lhamo                                                                                  | "                            |
| 15                   | Ngawang Tenpa                                                                                  | "                            |
| 16                   | Dawa Phunkyi                                                                                   | "                            |
| 17                   | Dagne Dolma Tsering (Dolma Tsering Teykhang)                                                   | "                            |
| 18                   | Urgen Tenzin                                                                                   | "                            |
| 19                   | Lobsang Shastri                                                                                | "                            |
| 20                   | Tsering Dolma                                                                                  | "                            |
| 21                   | Namgyal Wangdu                                                                                 | "                            |
| 22                   | Sonam Topgyal                                                                                  | Kham                         |
| 23                   | Tulku Ugyen Topgyal                                                                            | "                            |
| 24                   | Juchen Konchok                                                                                 | "                            |
| 25                   | Tsultrim Tenzin                                                                                | "                            |
| 26                   | Lingtsang Tsering Dorje                                                                        | "                            |
| 27                   | Chime Dorje                                                                                    | "                            |
| 28                   | Drawu Tseten                                                                                   | "                            |
| 29                   | Khetsa Oga                                                                                     | "                            |
| 30                   | Konchok Norbu                                                                                  | "                            |
| 31                   | Thubten Lungrig (président de juin 2001 à sept 2001, élu au Kashag, remplacé par Phurbu Dolma) | Amdo (Do-Mey)                |
| 32                   | Tenzin Khedup                                                                                  | "                            |
| 33                   | Hortsang Jigmey                                                                                | "                            |
| 34                   | Dhugkar Tsering (démissionne, remplacée par Tenzin Gonpo)                                      | "                            |
| 35                   | Kirti Dolkar Lhamo                                                                             | "                            |
| 36                   | Doma Tsomo                                                                                     | "                            |
| 37                   | Penpa Tsering                                                                                  | "                            |
| 38                   | Tsering Tsomo                                                                                  | "                            |
| 39                   | Gyalrong Dawa Tsering                                                                          | "                            |
| 40                   | Gedun Jinpa                                                                                    | "                            |
| 41                   | Sonam Tsering Frasi                                                                            | Europe                       |
| 42                   | Sangling Tsering Dorje                                                                         | "                            |
| 43                   | Tenzin Chonden                                                                                 | Amerique                     |

Nommé : Rongpo Lobsang Nyendak, Lithang Wangyal, Dawa Tsering